# Condado de Champanhe

Brasão de Armas do Condado de Champanhe

Condado de Champanhe ou Champanha foi uma entidade feudal, dependente do antigo Reino da França, cujos titulares tinham a consideração de um dos seis Pares da França primitivos, a mais alta consideração nobiliária do reino. O condado nasceu da fusão dos condados de Meaux e de Troyes, que até que em meados do século XII resultou dividido entre os herdeiros do conde Teobaldo IV de Blois. As regiões foram anexados pelos condes de Vermandois, ao que se incorporaria, mais tarde, o Condado de Blois. Embora descrito apenas com o título de Conde de Troyes, Hugo I foi o primeiro a proclamar-se Conde de Champanhe, por volta do ano 1102.
Em um segundo momento, houve a tentativa de incorporar o condado de Reims, mas os bispos da cidade reagiram e em 1023, Eudo II foi obrigado pelo rei da França Roberto II a vender o condado de Reims a Ebles I de Roucy, arcebispo de Reims. Com isso Reims conseguiu manter sua independência e autonomia, limitando assim o sul da Champanhe feudal. Os condes de Champanha alcançaram e desfrutavam do poder econômico e influência resultantes do domínio das chamadas feiras de Champanhe, em particular a que tinha lugar na cidade do Troyes.
Henrique I de Champagne herdou a região que logo foi província de Champanha enquanto que seus irmãos menores, Teobaldo V de Blois e Estevão de Sancerre repartiram entre si as diferentes dependências que ficaram adscritas ao condado do Blois. O mesmo Henrique em 1179 o conde Henrique I, o Liberal cria um código de leis para a região.
Em 1284, com o casamento de Joana de Navarra, herdeira do condado de Champanhe, e Felipe, o Belo, dá-se a anexação do condado à coroa Francesa. Durante a guerra dos cem anos, em 1420, a região é sitiada e tomada pelo rei inglês Henrique V.

## Condes de Champanhe
- 1102-1125 : Hugo de Champanhe († 1126), filho de Teobaldo III de Blois. Foi o primeiro a se intitular conde de Champanhe.[1][2]

casou-se em primeiras núpcias (1093, separação 1104) com Constança († 1125), filha do rei Filipe I de França.
casou-se em segundas núpcias (1110) com Isabel de Borgonha, filha do conde Estêvão I de Borgonha.
- 1125-1151 : Teobaldo II de Champanhe, († 1151), conde de Blois (sob o nome de Teobaldo IV) e de Meaux, a seguir de Troyes e de Champanhe, neto do precedente.

casou-se em 1123 com Matilde da Caríntia († 1161)
- 1151-1181 : Henrique I, o Liberal († 1181), conde de Champanhe, filho do precedente.

casou-se com Marie de França (1145 † 1198)
- 1181-1197 : Henrique II de Champanhe († 1197), conde de Champanhe, rei de Jerusalém (1192-1197), filho do precedente

casou-se em 1192 com Isabel de Jerusalém (1171 † 1206)
- 1197-1201 : Teobaldo III de Champanhe, (1179 † 1201), conde de Champanhe, irmão do precedente.

casou-se em 1199 com Branca de Navarra (v. 1175 † 1229)
- 1234-1253 : Teobaldo IV de Champanhe (1201 † 1253), conde de Champanhe, rei de Navarra (sob o nome de Teobaldo I) (1234-1253), filho do precedente

casou-se em primeiras núpcias em 1220 com Gertrude de Dagsburgo († v.1225)
casou-se em segundas núpcias em 1222 com Agnes de Beaujeu († 1231)
casou-se em terceiras núpcias em 1232 com Margarida de Bourbon († 1256)
- 1253-1270 : Teobaldo V de Champanhe (1238 † 1270), conde de Champanhe, rei de Navarra (sob o nome de Teobaldo II), filho do precedente e de Margarida de Bourbon

casou-se em 1255 com Isabel de França (1242 † 1271)
- 1270-1274 : Henrique III de Champanhe (1244 † 1274), conde de Champanhe, rei de Navarra (sob o nome de Henrique I), irmão do precedente, filho de Teobaldo IV e de Margarida de Bourbon

casou-se em 1269 com Branca de Artois († 1302)
- 1274-1305 : Joana de Champanhe (1273 † 1305), condessa de Champanhe, rainha de Navarra, filha do precedente

casou-se em 1284 com Filipe IV o belo, rei da França. Anexação à coroa Francesa.